# 오타케 유세이
오타케 유세이(일본어: 大竹 悠聖, 2000년 7월 13일~)는 일본의 축구 선수이다.

## 구단 경력
그는 2023년 J3리그의 YSCC 요코하마에 입단했고, 2년동안 팀에서 뛰었다.